# Museu Abelardo Rodrigues
O Museu Abelardo Rodrigues é um museu brasileiro que ocupa o Solar Ferrão, no Pelourinho, Salvador. O órgão é vinculado ao Instituto do Patrimônio Artístico e Cultural da Bahia (IPAC) e seu acervo está focado na arte sacra produzida no Brasil.
Foi inaugurado a 5 de novembro de 1981, sendo o ato de criação o Decreto nº 27.724.

## História
A história do museu tem início ainda em 2 de setembro de 1973, quando o Governo da Bahia enviou uma carta à viúva de Abelardo Rodrigues, manifestando interesse na aquisição das obras colecionadas pelo advogado e que Pernambuco recusara-se a adquirir. Ainda neste mês, a proposta foi registrada em Cartório de Títulos e Documentos, em Salvador, após uma carta do procurador em que a venda era proposta. Em 22 de setembro, a compra foi concretizada, sendo registrada em Cartório no Recife. Neste mesmo dia, o Governo de Pernambuco expediu o Decreto 2.929, desapropriando a coleção. Em 23 de agosto de 1974, o governo pernambucano arrestou a coleção por ordem do Procurador do Estado, Hélvio Mafra,  removendo-a de forma descurada—as peças foram embrulhadas peças em cobertores e transportando-as num caminhão de mudanças—da casa do colecionador para uma saleta no Museu do Estado, onde ficaram sob custódia. A saleta era de tal modo inadequada que o decorador Wilton de Souza, encarregado pela Procuradoria do Estado de curar a coleção renunciou (O Estado de S. Paulo, 24 de agosto de 1974, pag. 7). O caso foi para a justiça, tendo o Supremo Tribunal Federal finalmente decidido, em 27 de agosto de 1975, que a posse do acervo pertencia de fato à Bahia. Este processo, envolvendo dois entes da Federação, recebeu à época o epíteto de "Guerra Santa", dado o conteúdo em disputa.
A 6 de setembro deste mesmo ano, as obras chegam enfim à Bahia, sendo instaladas provisoriamente no Museu de Arte Sacra da Bahia, tendo sua primeira exposição pública ocorrida no ano seguinte, 1976. Em 13 de março de 1980, é finalmente prolatado o decreto de criação do museu, cuja inauguração ocorreu no ano seguinte.

## Acervo

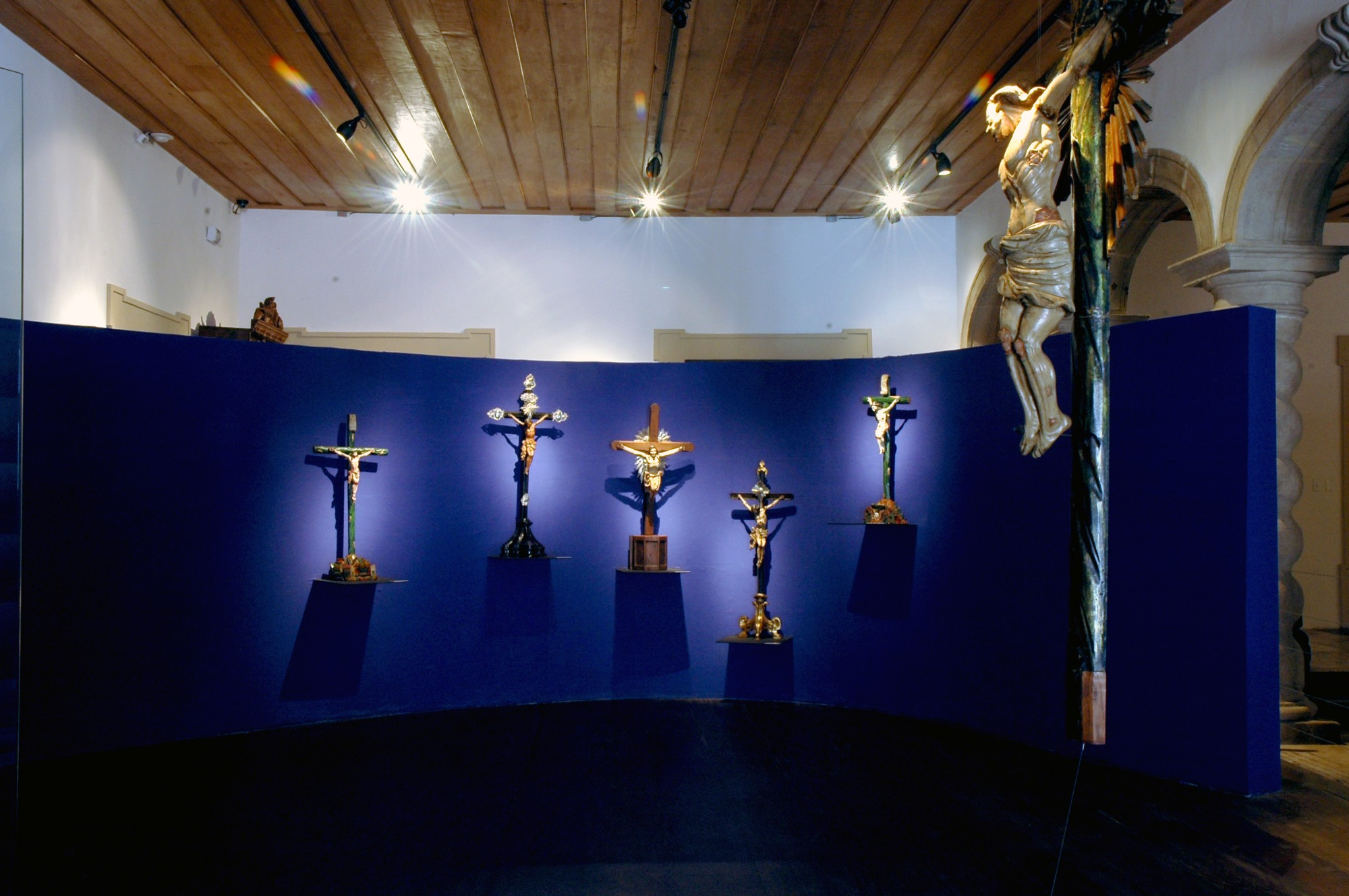
Crucifixos em exposição no Museu.

O acervo foi formado por Abelardo Rodrigues, advogado pernambucano e colecionador, uma das maiores coleções de arte sacra do Brasil. Houve uma disputa judicial entre Pernambuco e Bahia pela posse, sendo o vencedor o estado da Bahia.
A coleção foi transferida para Salvador, ficando por seis anos sob a guarda do Museu de Arte Sacra da Universidade Federal da Bahia. Compunha-se de 808 peças de arte sacra brasileira, nas seguintes modalidades: imagens, crucifixos, oratórios, maquinetas, pinturas, etc. O acervo era chamado por seu proprietário, Abelardo Rodrigues, de "Corte Celestial", recebendo este epíteto o próprio Museu, em seguida.
As imagens compõem-se de peças em barro, madeira, marfim, pedra-sabão e cerâmica ou materiais conjugados. Em vários estilos de época, prevalece o barroco, com a principal característica de assinalar o trabalho do artesão brasileiro.

## Instalações

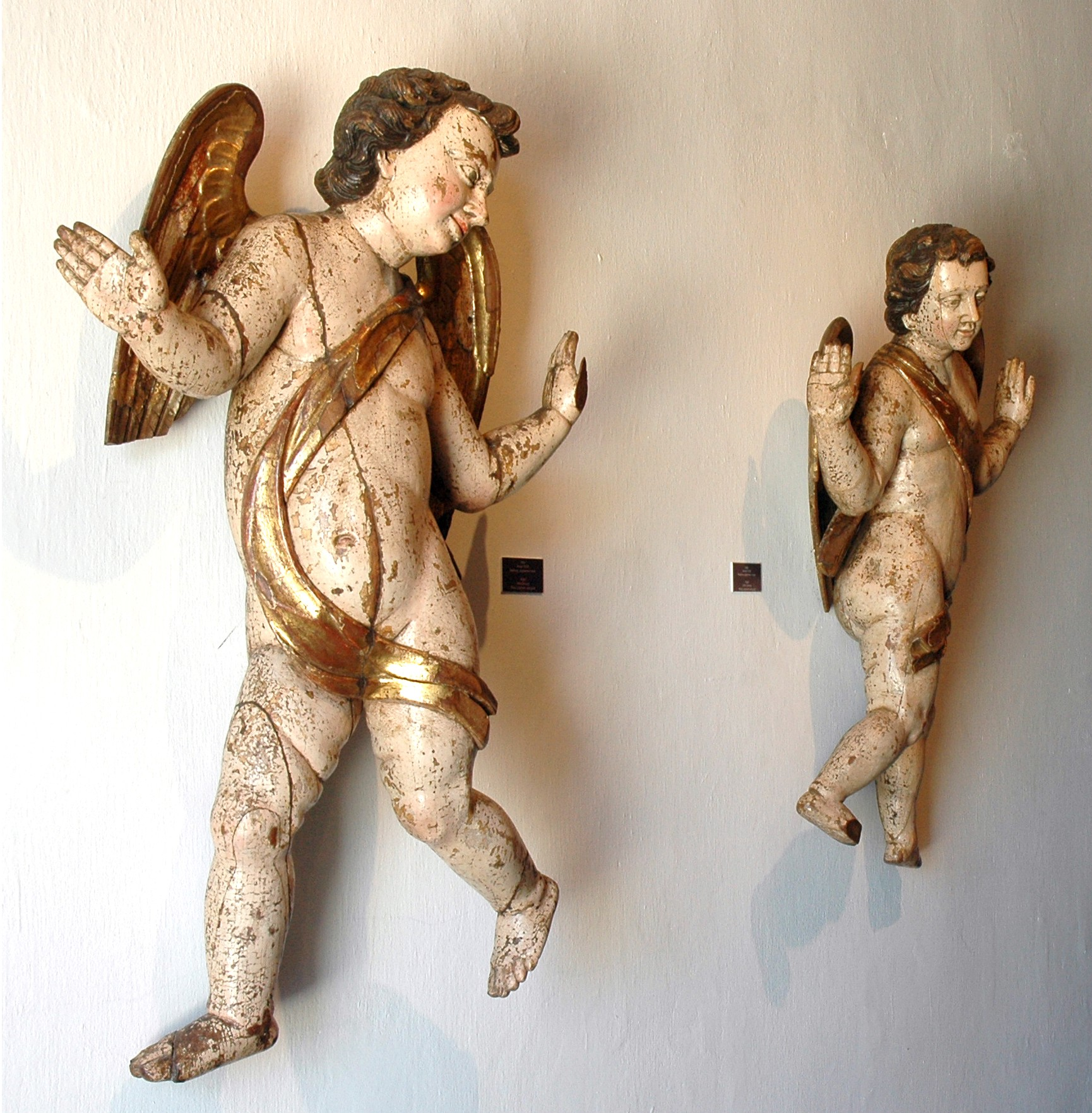
Par de anjos, em madeira.

O prédio onde está situado o museu constitui, por si, em importante monumento arquitetônico e histórico. O solar é tombado pelo IPHAN, como patrimônio arquitetônico nacional.
O Solar Ferrão vem entabulando com o Museu Abelardo Rodrigues um diálogo - espaço e objeto - que conecta arquitetura colonial com arte iconográfica devocional, de épocas afins, todavia, de forma recorrente e deleitosa compartilhando conceitos, rememorando histórias e difundindo a experiência artística do povo brasileiro, valorizada, aqui, nesta síntese admirável— Graça Lobo, diretora
Para o historiador e professor da UFBA, Dr. Luiz Alberto Ribeiro Freire, "O salão principal do Solar Ferrão com suas colunas torsas é palco mais que perfeito para o teatro barroco das imagens eleitas pelo colecionador Abelardo Rodrigues".